# Holy Cards
Holy Cards („Heilige Karten“) sind spezielle spanische Sammelkarten mit religiösen Motiven aus der Karwoche, die es während der „Semana Santa“ im spanischen Sevilla zu größerer Popularität brachten. Die Idee dazu stammt von den beiden andalusischen Geschäftsleuten Juan Carlos Ramos und Javier Ayala, die Inhaber von Pepe Pinreles. Diese wollten auf eine didaktische Art und Weise den Kindern ihre Traditionen näherbringen, erlebten aber die Überraschung, dass „Menschen aller Altersgruppen an den Karten interessiert waren“.
Sie sind eingeteilt nach den einzelnen (heiligen) Tagen bzw. Zeiten der Karwoche angefangen vom Palmsonntag bis zum Ostersonntag: Domingo de Ramos (Palmsonntag), Lunes Santo (Montag der Karwoche), Martes Santo (Dienstag der Karwoche), Miércoles Santo (Mittwoch der Karwoche), Jueves Santo (Gründonnerstag), Madrugá (Nacht vom Gründonnerstag auf den Karfreitag), Viernes Santo (Karfreitag), Sábado Santo (Karsamstag), Domingo de Resurección (Ostersonntag) sowie Santo Entierro Grande.
Entsprechende Karten für den Palmsonntag (Domingo de Ramos) und seine „Hermandades de penitencia“ (Bußbruderschaften) sind beispielsweise „El Amor y Borriquita, Jesús Despojado, La Paz, La Cena, La Hiniesta, San Roque, La Estrella y La Amargura“.
Der Satz hat der Herstellerfirma zufolge 540 Karten und 18 Goldcards. Die Kollektion liefert interessante Einblicke in die spanische Frömmigkeit und religiöse Kunst.
Heute trifft sich eine größere Zahl von Interessierten zu Tauschbörsen.